# Данга, Висвалдис Рудольфович
Висвалдис Рудольфович Данга (латыш. Visvaldis Danga; 29 декабря 1956) — советский и латвийский футболист, защитник.

## Биография
Дебютировал в соревнованиях мастеров в 1977 году в клубе «Даугава» (Рига), игравшем во второй лиге СССР, провёл в его составе два сезона. В 1979 году были призван в армию и провёл полтора сезона в команде СКА (Хабаровск) во второй и первой лигах. Победитель зонального турнира второй лиги 1979 года, сыграл в том сезоне 9 матчей. В 1980 году выходил на поле во всех 46 матчах первой лиги, а команда в дебютном сезоне финишировала шестой.
Сезон 1981 года начал в «Кривбассе» из Кривого Рога, игравшем во второй лиге и ставшем победителем турнира. Летом 1981 года перешёл в днепропетровский «Днепр», в его составе дебютировал в высшей лиге 11 июля 1981 года в матче против ростовского СКА. Всего в высшей лиге сыграл 7 матчей, из них в четырёх выходил в стартовом составе. Ещё до окончания сезона 1981 года вернулся в «Кривбасс». Продолжал выступать за криворожский клуб во второй лиге до 1985 года, сыграв более 180 матчей.
С 1986 года в течение пяти сезонов играл за «Звейниекс»/«Олимпию» из Лиепаи во второй и второй низшей лигах. В 1991 году часть сезона провёл в клубе «Прогресс» (Черняховск) во второй низшей лиге, а также играл за «Олимпию» в чемпионате Латвийской ССР среди КФК, стал бронзовым призёром и вошёл в символическую сборную турнира. В 1992 году сыграл 20 матчей за «Олимпию» в высшей лиге Латвии, по окончании сезона завершил карьеру.
В ноябре 1991 года сыграл 2 матча за сборную Латвии на Кубке Балтии, однако эти матчи не включаются в список официальных игр сборной.